# جف اتوود
جف اتوود (انگلیسی: Jeff Atwood) (زاده ۱۹۷۰) برنامه‌نویس، نویسنده و کارآفرین است.
او در وبلاگ خود ،coding horror دربارهٔ برنامه‌نویسی کامپیوتر می‌نویسد و خالق وبسایت‌های Stack Overflow و Stack Exchange است.
جدیدترین پروژه اتوود از سال ۲۰۱۲، توسعه Discourse، یک پلت‌فرم بحث و گفتگوی اینترنتی متن باز است.